# برندان سکستون سوم
برندان سکستون سوم (انگلیسی: Brendan Sexton III؛ زادهٔ ۲۱ فوریهٔ ۱۹۸۰) یک هنرپیشه اهل ایالات متحده آمریکا است. وی از سال ۱۹۹۴ میلادی تاکنون مشغول فعالیت بوده‌است.
از فیلم‌ها یا برنامه‌های تلویزیونی که وی در آن نقش داشته است می‌توان به سقوط شاهین سیاه، پسرها گریه نمی‌کنند، همه‌چیز خوب است، سوابق امپراتور، پیکر، آبی بیابان، تپانچه ۱۰ سنت، این انقلاب و ال کامینو: فیلم بریکینگ بد اشاره کرد.